# Манашеров, Яша
Яша Манашеров (ивр. יעקב מנשירוב‎; 29 октября 1980, Тбилиси, Грузинская ССР, СССР) — израильский борец греко-римского стиля, участник Олимпийских игр.

## Спортивная карьера
Манашеров квалифицировался на Олимпийские игры 2004 года, заняв 8 место на чемпионате мира во французском Кретее. В августе 2004 года на Олимпиаде в Афинах в групповом раунде сначала уступил казахстанцу Данилу Халимову, затем на туше Хосе Альберто Рекуэро из Испании, в итоге заняв предпоследнее 19 место.

## Спортивные результаты
- Чемпионат Европы по борьбе 2001 — 12;
- Чемпионат мира по борьбе 2001 — 14;
- Чемпионат Европы по борьбе 2002 — 17;
- Чемпионат Европы по борьбе 2003 — 22;
- Чемпионат мира по борьбе 2003 — 8;
- Чемпионат Европы по борьбе 2004 — 17;
- Олимпийские игры 2004 — 19;
- Чемпионат Европы по борьбе 2001 — 10;
- Чемпионат мира по борьбе 2001 — 31;

## Личная жизнь
Является двоюродным братом борца Гочи Цициашвили.